# Cliff Lee
Clifton Phifer Lee (né le 30 août 1978 à Benton, Arkansas, États-Unis) est un lanceur gaucher de la Ligue majeure de baseball.
Invité trois fois au match des étoiles, Cliff Lee remporte le trophée Cy Young du lanceur de la Ligue américaine en 2008 avec les Indians de Cleveland. Il  participe, chaque fois dans une cause perdante, à la Série mondiale 2009 avec Philadelphie et la Série mondiale 2010 avec les Rangers du Texas. Lee est connu pour être un lanceur qui accorde extrêmement peu de buts-sur-balles à l'adversaire.
Après avoir joué pour les Phillies de Philadelphie de 2011 à 2014 et raté toute la saison 2015, il est présentement agent libre.

## Carrière

### Jeunesse
Lanceur partant, Cliff Lee porte avec succès les couleurs de son lycée, le Benton High School, et est Drafté au 8e tour par les Florida Marlins dès 1997. Il repousse l'offre et entame des études universitaires au junior college du Meridian (MS) Community College. Il est à nouveau drafté en 1998, cette fois par les Baltimore Orioles au 20e tour, mais Lee refuse encore de franchir le pas du professionnalisme. Il entre alors à l'Université de l'Arkansas où il joue avec les Arkansas Razorbacks : 4 victoires pour 3 défaites avec une moyenne de points mérités de 4,45 pour 65 manches lancées et 77 retraits sur prises.

### Saisons 2000-2002
Drafté au 4e tour par les Expos de Montréal le 6 juillet 2000, Lee accepte cette fois l'offre et devient professionnel. Il entame alors son apprentissage au sein des clubs-écoles de l'organisation des Expos : Cape Fear en South Atlantic League en 2000, puis Jupiter en Florida State League en 2001.
Il commence la saison 2002 avec l'équipe d'Harrisburg (AA) où il signe 7 victoires pour 2 défaites avec une moyenne de points mérités de 3,23. Il est échangé aux Cleveland Indians le 27 juin 2002 avec Brandon Phillips, Grady Sizemore et Lee Stevens contre Bartolo Colón et Tim Drew. Affecté à l'équipe AA des Akron Aeros (2 victoires pour 1 défaite) avant d'être promu en Triple-A chez les Buffalo Bisons (3-2).
Il fait son entrée en jeu en ligue majeure dès le 15 septembre 2002 avec les Indians. Il est partant lors de deux parties en fin de saison. Il lance 10,3 manches pour une moyenne de points mérités de 1,73, mais enregistre une défaite pour aucune victoire.

### Saisons 2002-2004

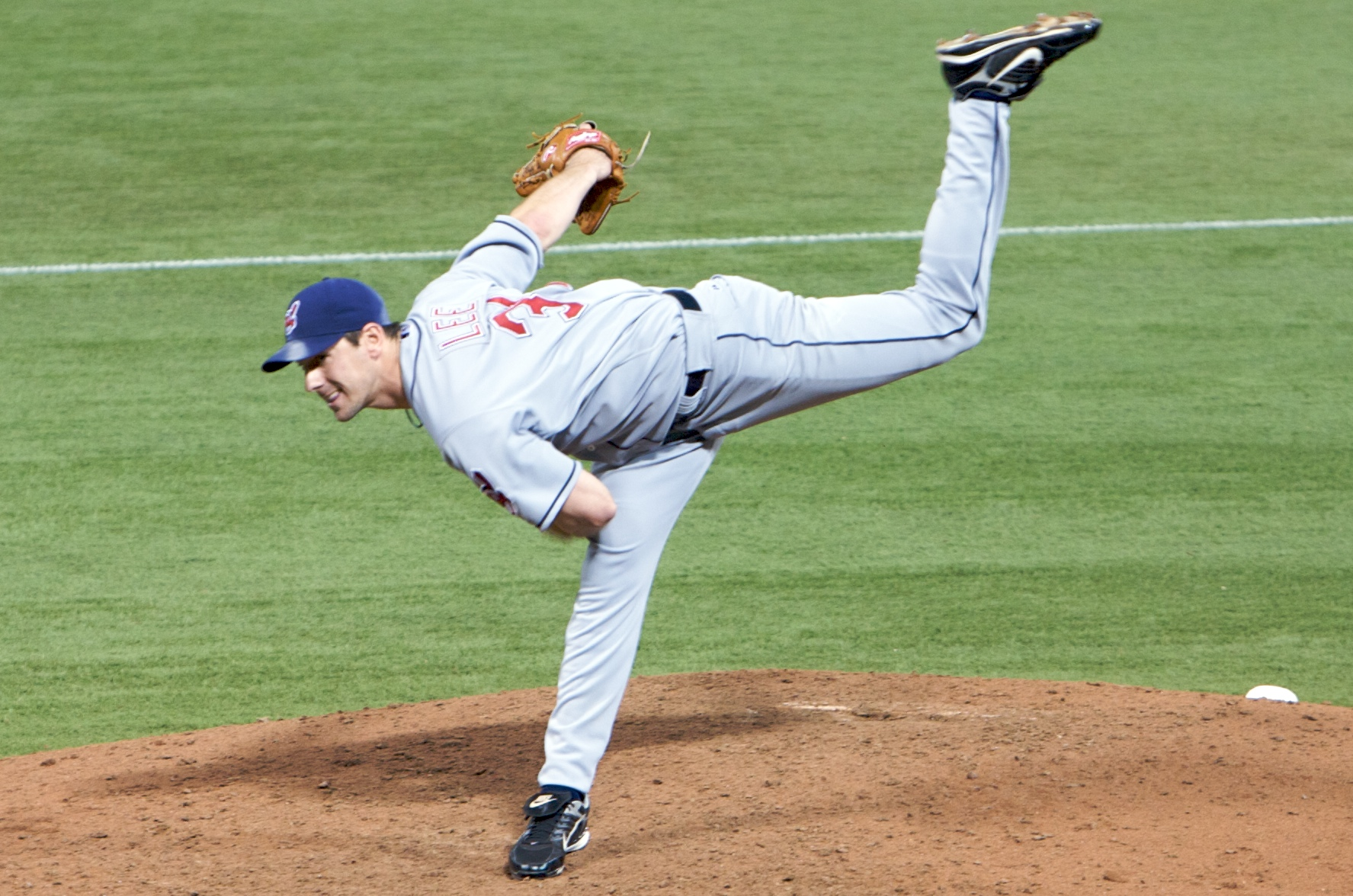
Cliff Lee en 2008 avec les Indians de Cleveland.

Il dispute neuf matchs en 2003 en ligue majeure avant d'être pleinement intégré à l'effectif partant des Indians à partir de la saison 2004. Il signe 14 victoires en 2004.

### Saison 2005
En 2005, Lee compte 18 victoires pour 5 défaites et termine quatrième au vote pour le trophée Cy Young. Il remporte son premier match de la saison le 18 avril contre Kansas City en lançant 7 manches sans accorder le moindre point. Lee enregistre son premier revers le 30 avril face à Kansas City. Entre ces deux dates, il lance 16 manches consécutives sans accorder de point. Il subit une intervention chirurgicale dès l'entame de l'intersaison.

### Saison 2006
Nouvelle belle saison pour Cliff Lee qui lance 14 victoires pour 30 matches joués. Il lance son premier match complet le 1er octobre face à Tampa Bay.
Cliff Lee signe une prolongation de contrat avec les Indians. Il s'engage jusqu'en 2009, avec une option pour 2010, pour un revenu garanti de 14 millions de dollars sur l'ensemble du contrat.

### Saison 2007
Blessé à la ceinture abdominale pendant les entraînements du printemps, il est mis sur la liste des blessés en début de saison. Il revient dans l'effectif actif en mai et compte au 21 juillet 2007 15 matchs joués pour cinq victoires et sept défaites. Le 26 juillet, il sort sous les sifflets des fans à la suite d'une mauvaise partie se soldant par une défaite ; il est alors relégué en réserve.

### Saison 2008
Il signe une excellente première moitié de saison en 2008 (12 victoires pour 2 défaites) et hérite pour sa première sélection All Star du poste de lanceur partant au match des étoiles le 15 juillet 2008.
Il termine l'année avec 22 victoires pour 3 défaites, une moyenne de 2,54 et 170 retraits sur des prises et remporte le trophée Cy Young en Ligue américaine. Son pourcentage victoires-défaites en 2008 (88 %) est le 12e meilleur de toute l'histoire du baseball et le 4e meilleur parmi les lanceurs ayant effectué 30 départs ou plus en une année. C'est aussi le meilleur pourcentage victoires-défaites pour un lanceur des Indians depuis Johnny Allen (15-1 en 24 matchs en 1937). Au vote pour le Cy Young, il récolte 24 premières et 4 deuxièmes sur 28 votes, cumulant un total de 132 points, soit 52 de plus que son dauphin.
Lee a également remporté le Comeback Player of the Year Award (retour de l'année) dans la Ligue américaine en 2008. Il est le deuxième lanceur consécutif des Indians à gagner le Cy Young, puisque son ex-coéquipier CC Sabathia (parti pour Milwaukee en milieu de saison 2008) s'était vu décerner pareil honneur pour la saison 2007.

### Saison 2009
En prélude à l'entraînement de printemps, Cliff Lee est nommé lanceur partant numéro un dans la rotation des Indians. Il était numéro trois un an plus tôt.
Le 29 juillet 2009, Lee est transféré aux Phillies de Philadelphie avec le voltigeur Ben Francisco en retour de quatre joueurs d'avenir : les lanceurs gaucher Jason Knapp et droitier Carlos Carrasco, le receveur Lou Marson et l'arrêt-court Jason Donald,. Il remporte cinq victoires à ses cinq premières sorties à Philadelphie, maintenant durant cette séquence une moyenne de points mérités de seulement 0,68.
Avec Philadelphie, Lee lance en séries éliminatoires pour la première fois de sa carrière. Il amorce cinq parties au monticule et est crédité de la victoire à ses quatre décisions, lançant de plus deux parties complètes. Sa moyenne de points mérités au cours de ses matchs contre Colorado, Los Angeles et New York n'est que de 1,56. Il est le lanceur gagnant pour les Phillies lors de leurs deux victoires en Série mondiale contre les Yankees, mais son club perd la finale quatre victoires à deux.

### Saison 2010

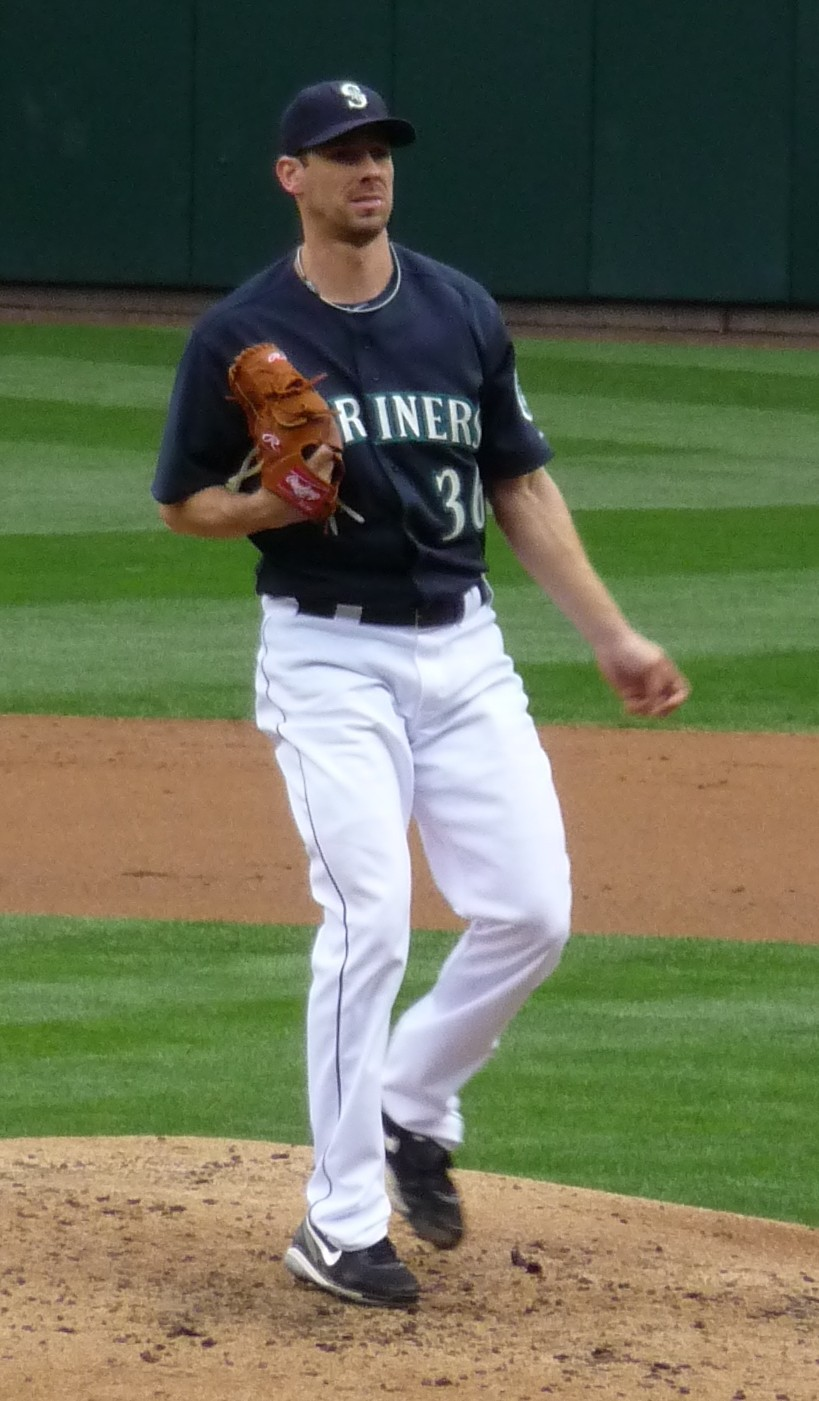
Cliff Lee lance la première moitié de la saison 2010 à Seattle.

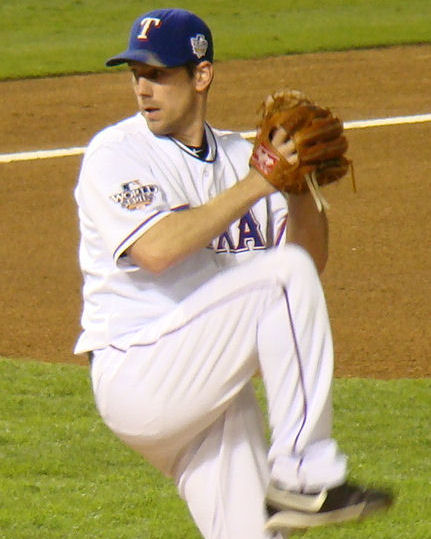
Cliff Lee en Série mondiale 2010 avec Texas.

Lee rejoint les Mariners le 16 décembre 2009 à l'occasion d'un échange impliquant quatre franchises. Les Phillies de Philadelphie transfèrent Lee à Seattle contre trois joueurs d'avenir : les lanceurs droitiers Phillippe Aumont et J. C. Ramírez et le voltigeur Tyson Gillies.
Au début février 2010, Lee subit une chirurgie mineure au pied gauche qui ne compromet pas ses débuts chez les Mariners.
Le 17 mars 2010, il est suspendu par la ligue pour les cinq premières parties de la saison régulière pour un incident survenu à Tucson lors d'un match pré-saison entre les Mariners et les Diamondbacks de l'Arizona le 15 mars. Lee a lancé une balle par-dessus la tête du frappeur adverse, Chris Snyder des Diamondbacks. Lee a plaidé que le geste n'était pas intentionnel, mais l'appel de son équipe a été rejeté par la ligue.
Il est nommé lanceur du mois de juin dans la Ligue américaine, après avoir remporté quatre victoires contre une défaite, avec quatre matchs complets et une moyenne de points mérités de 1,76 durant cette période.
Le 9 juillet 2010, alors que les Mariners croupissent dans les bas-fonds de la division Ouest, ils décident d'échanger leur lanceur étoile, qui sera joueur autonome après la saison, aux Rangers du Texas. Lee et le releveur Mark Lowe passent aux Rangers en retour du jeune joueur de premier but Justin Smoak et trois joueurs des ligues mineures (les lanceurs Blake Beavan et Josh Lueke ainsi que l'avant-champ Matt Lawson). Les Rangers reçoivent aussi une somme de 2,25 millions de dollars dans la transaction.
Lee a remporté 8 victoires contre 3 défaites en 13 départs dans l'uniforme des Mariners, maintenant une moyenne de points mérités de 2,34 avec 6 matchs complets, un sommet dans l'Américaine à ce moment-là. À son premier départ pour les Rangers le 10 juillet, il accorde trois coups de circuit et six points aux Orioles de Baltimore dans un revers de 6-1 au Rangers Ballpark d'Arlington.
Venant d'être élu au sein de l'équipe d'étoiles de la Ligue américaine quelques jours auparavant, Lee endosse l'uniforme des Rangers au Match des étoiles de la Ligue majeure de baseball 2010 le 13 juillet 2010 à Anaheim.
Le 22 juillet, il remporte sa première victoire avec sa nouvelle équipe, dans un gain de 3-2 à domicile des Rangers sur les Angels de Los Angeles. Le gaucher termine la saison 2010 avec un total de 12 victoires et 9 défaites, une moyenne de points mérités de 3,18 et 185 retraits sur des prises. Il n'accorde que 18 buts-sur-balles dans toute la saison. Son ratio de 10,28 retraits sur des prises pour un but-sur-balle est non seulement le meilleur des majeures cette saison-là, mais un des plus élevés de l'histoire des majeures. Il mène également tout le baseball une moyenne de 0,8 but-sur-balles par tranche de neuf manches lancées, et affiche la meilleure WHIP de la MLB, à 1,003. Il est premier dans la Ligue américaine avec sept matchs complets.
Lee remporte deux matchs en Série de division entre les Rangers et les Rays de Tampa Bay. Lanceur gagnant dans les matchs 1 et 5 de cette série, il aide son club à triompher trois victoires à deux. Texas remporte du même coup la première série éliminatoire de son histoire, en route vers une première présence en Série mondiale. Lee est le partant des Rangers dans les parties 1 et 5 de la série finale, mais est chaque fois battu par les éventuels champions, les Giants de San Francisco.
Devenu agent libre en novembre, Lee est convoité par les Rangers du Texas et les Yankees de New York, qui lui offrent tous deux de généreux contrats, qui auraient assuré son avenir avec ces équipes pour six ou sept saisons. Le 15 décembre, il surprend les observateurs en annonçant sa décision de signer avec le club pour lequel il avait brièvement joué en 2009, les Phillies de Philadelphie. Le lanceur étoile accepte une offre de 120 millions de dollars pour cinq ans, renonçant aux années supplémentaires et aux quelque trente millions supplémentaires offert par les Rangers et les Yankees.

### Saison 2011
Il est le troisième lanceur le plus utilisé au cours du mois de juin 2011 avec un total de 42 manches lancées et il affiche une spectaculaire moyenne de 0,21 points mérités accordés par partie, remportant chacune de ces cinq décisions. Il reçoit l'honneur de lanceur du mois de juin dans la Ligue nationale. Il reçoit l'honneur de lanceur du mois pour la quatrième fois de sa carrière, mais la première fois dans la Nationale.
À la mi-saison, il honore sa troisième sélection au match des étoiles. C'est pour lui une première présence avec l'équipe d'étoiles de la Ligue nationale. Il succède au monticule au partant de l'équipe, son coéquipier Roy Halladay, mais accorde le seul point marqué par le club de l'Américaine : le circuit d'Adrian Gonzalez. C'est la première fois que Lee accorde un point en match d'étoiles.
En août, Lee remporte cinq victoires sans encaisser de défaites et conserve une moyenne de points mérités de 0,45 pour être nommé lanceur par excellence du mois d'août dans la Ligue nationale. Il reçoit donc l'honneur pour une cinquième fois en carrière et une seconde fois dans la saison.

### Saison 2012
Le 18 avril à San Francisco, Lee lance 10 manches sans accorder de point aux Giants pendant que son adversaire blanchit les Phillies sur 2 coups sûrs en 9 manches. Le match se termine par la victoire de 1-0 des Giants en 11 manches sans qu'aucun des partants ne reçoive de décision.
Il reçoit très peu de support offensif de ses coéquipiers durant la saison et, par conséquent, affiche un dossier victoires-défaites perdant de 6-9 malgré une moyenne de points mérités de 3,16 en 30 départs et 211 manches lancées. Il doit attendre son 18e départ de la saison pour enfin savourer une première victoire,. Les Phillies ne marquent en moyenne que 3,2 points par match lorsque Lee est au monticule. Pour la troisième fois de sa carrière en 2012, Lee mène le baseball majeur pour le plus faible nombre de buts-sur-balles (1,2) accordés par 9 manches lancées. Il est également premier des majeures avec en moyenne 7,39 retraits sur des prises par but-sur-balles accordé. C'est la deuxième fois qu'il mène les deux ligues à ce chapitre. Il totalise 207 retraits au bâton durant l'année, dépassant les 200 pour la seconde fois de sa carrière et la deuxième année de suite.
Une blessure à un tendon de l'épaule gâche la fin de l'ère Cliff Lee à Philadelphie. Il joue son dernier match pour les Phillies en juillet 2014. Après avoir été à l'écart du jeu pour un an et demi, les Phillies renoncent en novembre 2015 à honorer les deux dernières saisons de son contrat, d'une valeur de 27,5 millions de dollars. Les Phillies paient 12,5 millions à Lee et laissent le gaucher de 37 ans devenir agent libre.